# Georges Staes
Georges Camiel Staes (Beveren, 22 augustus 1927 - 16 februari 2017) was een Belgisch beeldend kunstenaar.
G. Staes was naast docent vooral actief als tekenaar, glazenier, keramist en beeldhouwer. Aanvankelijk legde hij zich toe op landschappen, stillevens en portretten, om zich vervolgens te richten op beeldhouwwerk waarna hij zich in de loop van de jaren 1950 toelegde op de glasschilderkunst. Hij maakte monumentale werken zoals bas-reliëfs, betonramen, beelden, glasramen, mozaïeken en murale werken. Hij doceerde daarnaast Monumentale en toegepaste kunst aan de Stedelijke Academie van Sint-Niklaas en aan het Nationaal Hoger Instituut te Antwerpen.

## Biografie
Georges Staes werd geboren als zoon in een schippersfamilie die oorspronkelijk uit Rupelmonde komt. Hij gaat in 1939 naar de tekenschool van Beveren - samen met Ward (eduard) de Dobbelaer  en Alfons de Roeck - waar hij les krijgt van Jos Hendrickx. Op 10 mei 1940, tijdens de tweede wereldoorlog moet het gezin Staes vluchten. Op zijn zeventiende wordt Georges Staes even soldaat. Een jaar later zwaait hij af. De oorlogsgruwelen die Georges te zien krijgt, laten op hem een diepe indruk na en  beïnvloeden  hem  blijvend:  de  afkeer  van  oorlogsgeweld  en dictatuur zal hij later meermaals tot uitdrukking brengen.
In 1946 begint hij te werken bij de firma Veranneman, als  restaurateur  en  decorateur  van  patriciërswoningen. Hij zegt zijn job later op om les te volgen aan de  Koninklijke academie  voor  Schone  Kunsten  tijdens  het  academiejaar 1952-’53.  Docent Walter Vaes laat Georges toe tot de Antwerpse academie waar hij zes academiejaren in een jaar doorloopt. Op  5  oktober  1953  slaagde  hij  voor het ingangsexamen voor de afdeling Sier- en Monumentale Kunsten aan het Nationaal Hoger Instituut in Antwerpen. Hij  bleef  er  tot  1958  studeren onder leiding van professor J. Van Vlasselaer (1907-1982), docent murale kunsten, en van figuurschilder Staf de Bruyne (1914-1981). Hij studeert er af met laureaatschap. Daarnaast volgde hij glasschilderkunst aan de Kunst- en ambachtschool in Merksem. Hij gaat daarna aan de slag als zelfstandig kunstenaar. Vanaf 1961  tot  zijn  op  pensioenstelling  in  1993  doceerde  hij  aan  de  Stedelijke Academie  van  Sint-Niklaas,  o.a.  als  leraar  tekenkunst en  monumentale  kunst. Hij wordt vanaf 1985 vast benoemd als als titularis ‘toegepaste kunsten’ en ‘publiciteit en binnenhuisinrichting’. Aan  de Antwerpse Academie  gaf  hij  tijdens  het  academiejaar  1965-’66  les  tekenen, hoofd en sieraad. Van 1984 tot 1988  gaf  hij opnieuw  les als  gastprofessor  monumentale kunst aan het Nationaal Hoger Instituut van Antwerpen.  
Georges Staes trouwde eind 1954 met Simone de Meersman en kreeg 3 kinderen. 

## Werken
Er is werk van hem te vinden in heel Beveren en omstreken, zowel in openbaar als in privébezit.
- Rubensraam in stadhuis van Antwerpen - 1977
- Reinaertglasraam op de eerste verdieping van het stadhuis van Sint-Niklaas - 1967
- Beeld "de Visser" in 1991 in Doel geplaatst op de hoek van de Visserstraat en Havenweg in het kader van een project van de Gewestelijke Maatschappij voor Huisvesting. In 2015 schonk de Maatschappij 'De Visser' aan de gemeente Beveren die het werk liet restaureren door Noortje Cools. Het staat nu bij Fort Liefkenshoek.
- "Het verleden leeft in ons" - glasraam - traphal oude vleugel gemeentehuis Stekene, 1974
- Glasmozaïek De dans - Onderdeel van de collectie van het Zilvermuseum Sterckshof Provincie Antwerpen - 1958

Beveren :
- Slotnimf – Bas-reliëf epoxy - binnenkoer Cortewalle, Zwarte dreef 1 – 1994
- "Monument voor de gefusilleerden" -  keramiek - hal Gemeentehuis, Stationsstraat 2 - 1969
- "Bescherming van geboorte tot dood" – bas-reliëf - gevelbalkon Bond Moyson, Bosdamlaan 2 – 1967
- ’’Vrouwe Justitia” -  bas-reliëf  in  keramiek - Zittingszaal Vredegerecht - Gravendreef 3 - 1968
- ”Monument voor de gefusilleerden” - Hal Gemeentehuis - Stationsstraat 2
- "Jeugd" – reliëf - Gaverlandwijk - 1972
- ”Onze-Lieve-Vrouw van de Vrede” - Kruibekesteenweg tussen 146 - 148
- Zonder titel– mozaïek - huisgevel, Hendrik Consciencestraat 14
- Zonder titel– betonraam - huisgevel, Albert Panisstraat 95
- Zonder titel -  betonraam - huis architect Marcel Van De Vyver - Bosdamlaan 5 - 1964
- Zonder titel - glasraam - hal  van  de H. Hartschool,  Pastoor  Steenssensstraat 110 –1960
- Zonder titel (beeldengroep  met  kinderen  en  trein)  –  keramiek  - hal  van de kleuterschool, Sint-Martenslaan 47–1962-’63
- "Meermin" – reliëf - huisgevel, Pastoor Steenssensstraat 21
- ”Bescherming van geboorte tot dood” - Bosdamlaan 2
- "Kerststalfiguren" –  multiplex - kruispunt Diederik  Van  Beverenlaan  en Oude Zandstraat – 1971
- "Jongensschool" – bas-reliëf - voorgevel Centrumschool,  Bosdamlaam 1 – 1956
- "Moeder  en  kind" –  brons - wijk Kerkdam te Vrasene – 1979
- Zonder  titel - glasramen  en  beeld  - Kapel Onze-lieve-Vrouw  van  de  Vrede ,  Kruibekesteenweg  tussen  nrs.  146  en  148 –1954 -samen met architect M. Van De Vijver

Varia :
- Guldenboek van Sint-Niklaas, door Georges Staes geïllustreerd sinds 1967
- Embleem van het Sint-Martinuskoor, ontworpen bij de stichting in 1948
- Logo’s Piet Stautkring, 1948 en 1950
- Tekening Piet Staut op zijn sterfbed, naar een foto van Jan Van Bogaert, 1947
- Tekening in Huldeboek Hilaire Vermeiren, naar aanleiding van diens bisschopswijding op 25 juli 1947
- Bedevaartvaantje "Sint-Maarten deelt zijn mantel met een bedelaar" - 1953
- Titelblad archiefmap Piet Stautkring, 1947: aquarelschildering
- Logo voor de Centrumschool, ontworpen eind jaren ’50
- Vlag Socialistische Fanfare De Wase Werker -1981
- Vlag Mutualiteit Jonge Arbeiders Beveren
- Kaftontwerp van de publicatie Reynaertspel stad Sint-Niklaas 19-20-26- 27 mei 1973
- De Beverse reus Sefken de puitenslager, 1954. Georges Staes was lid van het feestcomité van de Onze-Lieve-Vrouwparochie, samen met Leon Smet, koster Albert D’hooghe en Jef Van Osselaer. Samen met andere familieleden ontwierp hij deze Beverse reus, het oudste nog in leven zijnde lid van de Beverse reuzenfamilie. Georges Staes werkte de reuzenkop uit. Sefken de puitenslager werd gedoopt op 9 mei 1954 ter gelegenheid van de folkloristische stoet tijdens Meikermis op de ”Nieuwe Parochie”. In mei 1979 werd de huidige reus als polyester creatie herboren, weer ter gelegenheid van Meikermis. Hij verloofde zich in Kallo met ’t Kallose Melkboerinneke op 12 september 1981, de dag van haar doopsel.
- De Beverse reuzen Diederik en Aldegonde, 1954. Beide reuzen werden ontworpen door Georges Staes. Ze werden gedoopt op 28 augustus 1954, en evenals Sefken wegens wijziging van constructie herboren op 28 augustus 1978. Wegens een tweede wijziging van constructie van Diederik, na een val in een stoet in Mechelen, werd hij samen met Aldegonde opnieuw gedoopt op 24 oktober 2004. Het is Diederik III die voorgesteld wordt, diegene uit het geslacht der heren van Beveren die in 1106 met Godfried van Bouillon ter kruisvaart trok; Aldegonde was de gade van Diederik III.
- Een retrospectieve werd gehouden in het kasteel Cortewalle onder de naam 'Schilderijen in glas en steen. Een portret van Georges Staes' georganiseerd door cultuurcentrum Ter Vesten als eerbetoon van 23 januari tot en met 15 februari 2009
- Hij ontving meerdere onderscheidingen, o.a. de Prijs van de Provincie Oost-Vlaanderen en in 1962 laureaat van de prijs stad Sint-Niklaas voor toegepaste kunst
- In 2022 werd een nieuwe insteekweg tussen de Gentseweg en de spoorlijn in Beveren naar hem vernoemd : Georges Staesstraat